# Wallsteijn
Wallsteijn is een ruim 100 ha groot landgoed en natuurgebied tussen Schijf en Achtmaal en ten westen van Zundert in de provincie Noord-Brabant.
Wallsteijn is ontstaan na het afgraven van het hoogveen. Tot halverwege de 18e eeuw werd turf via volgeladen platbodems over de turfvaart naar de haven vervoerd.
Wallsteijn bestaat uit naald- en loofbos met oude eikenlanen, afgewisseld met door houtwallen omgeven landbouwgronden. Ten westen ligt de Oude Buisse Heide. Ten noordoosten ligt het landgoed De Moeren. Ten noordwesten ligt natuurgebied De Reten.
Wallsteijn wordt beheerd door Natuurmonumenten. Er is een blauwe wandelroute van 12 km, een gele van 4 km en een rode van 5 km.

## Landhuis

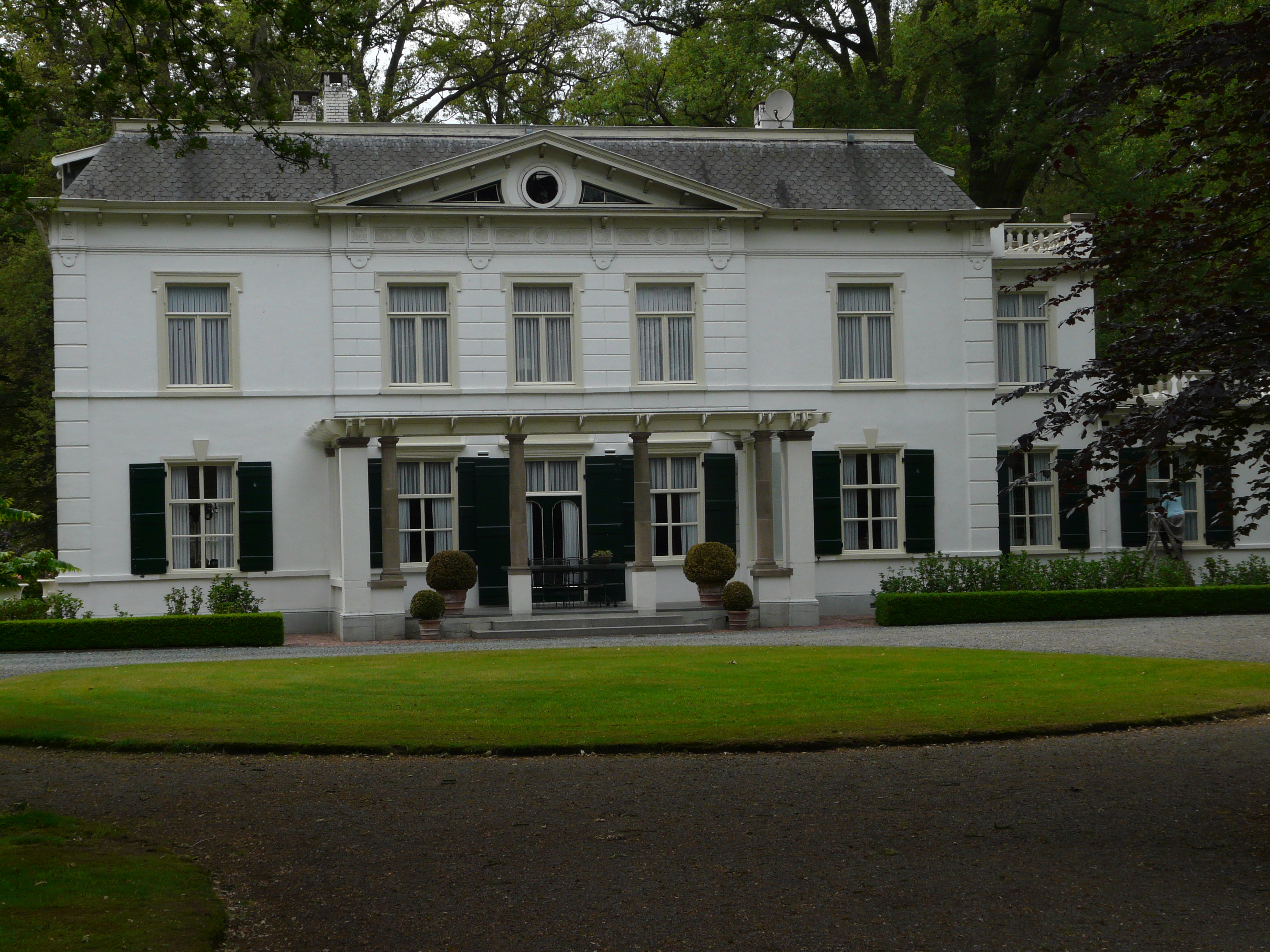
Landhuis Wallsteijn

Aan de Roosendaalsebaan ligt landhuis Wallsteijn, horeca-gelegenheid Herberg ’t Pannehûske en de Annahoeve, een vergader- en cursusoord Wallsteijn.
Het landhuis, aan Achtmaalseweg 158, is in neoclassicistische stijl gebouwd, omstreeks 1810. In 1910 werd het landhuisverbouwd en kregen de vertrekken elk een andere stijl. De hal met trappenhuis werd bijvoorbeeld in Lodewijk XIV-stijl uitgevoerd. De zitkamer in neo-empirestijl.
Het landhuis heeft een aantal bijgebouwen, zoals een oranjerie en een tuinhuis uit de eerste helft van de 19e eeuw, een koetshuis uit 1872 en de Annahoeve uit 1910, een middenlangsdeelboerderij met bijbehorende langsdeelschuur.
De tuin van het landhuis is in landschapsstijl uitgevoerd, binnen de meer rechtlijnige lanenstructuur.